# Igiaba Scego
Igiaba Scego (Roma, 20 de marzo de 1974) es una escritora y periodista italiana.

## Biografía
Sus padres son de Somalia. Estudió literatura extranjera en la Universidad de Roma La Sapienza doctorándose en pedagogía en la Universidad de Roma III.
Colabora con publicaciones como La Repubblica, Nigrizia e Il manifesto. Su obra versa sobre la transculturalidad.

## Obra
- La nomade che amava Alfred Hitchcock, 2003
- Rhoda, 2004
- Pecore nere. Racconti con Gabriela Kuruvilla, Ingy Mubiayi y Laila Wadia; 2005.
- Quando nasci è una roulette. Giovani figli di migranti si raccontano, 2007
- Amori Bicolori. Racconti, 2007
- Oltre Babilonia, 2008
- La mia casa è dove sono,2010
- Roma Negata, con Rino Bianchi; 2014.
- Adua, 2015
- Caetano Veloso. Camminando controvento, 2016
- La linea del colore, 2020.